# Lista de monarcas da Suécia

O atual Real Brasão de Armas da Suécia, contendo as Três Coroas e os brasões das casas de Bjälbo, Vasa e Bernadotte

O registro mais antigo do que é geralmente considerado um rei sueco aparece na obra Germânia de Tácito, por volta do ano 100. Entretanto, devido a fontes escassas e duvidosas, listas de monarcas da Suécia tradicionalmente começam no século X com Érico VI e Olavo, que também foram os primeiros reis a serem batizados. Todavia, existem listas de reis míticos (mytiska kungar), que remontam à época de Noé, e reis lendários (sagokungar), que remontam aos tempos de Cristo. As fontes existentes não são contudo historicamente confiáveis. Esses registros lidam principalmente com os legendários Inglingos, e são baseados em fontes islandesas e no cronista dinamarquês Saxão Gramático

## Monarcas

### Casa de Munsö
| Nome                       | Retrato                                     | Nascimento                                                    | Casamento                              | Morte           |
| -------------------------- | ------------------------------------------- | ------------------------------------------------------------- | -------------------------------------- | --------------- |
| Érico VI c. 970 – c. 995   |                                             | c. 945 filho de Biorno III da Suécia                          | Sigride, a Orgulhosa 1 filho           | c. 995 50 anos  |
| Érico VI c. 970 – c. 995   | Aud Haakonsdottir de Lade c. 990 sem filhos | c. 945 filho de Biorno III da Suécia                          |                                        | c. 995 50 anos  |
| Olavo c. 995 – c. 1022     |                                             | c. 980 filho de Érico VI e Sigride, a Orgulhosa               | Astride dos Obotritas c. 1000 2 filhos | c. 1022 42 anos |
| Anundo Jacó c. 1022 – 1050 |                                             | c. 25 de julho de 1008 filho de Olavo e Astride dos Obotritas | Grunilda Haraldsdóttir 1 filha         | 1050 42 anos    |
| Emundo 1050 – 1060         |                                             | Desconhecido filho ilegítimo de Olavo                         | Astride Filha de Njals 3 filhos        | 1060            |

### Casa de Stenkil
| Nome                                     | Nascimento                                          | Casamento(s)                                 | Morte        |
| ---------------------------------------- | --------------------------------------------------- | -------------------------------------------- | ------------ |
| Stenkil 1060 – 1066                      | Desconhecido filho de Ragualdo, filho de Ulfo       | Ingamoder da Suécia 4 filhos                 | 1066         |
| Érico VII e Érico VIII 1066 – 1067       |                                                     |                                              | 1067         |
| Halsten 1067 – 1070                      | c. 1050 filho de Stenkil e Ingamoder da Suécia      | Desconhecida 2 filhos                        | 1084 34 anos |
| Anundo Gårdske 1070 – 1075 (deposto)     | Desconhecido pais desconhecidos                     | Desconhecido                                 | Desconhecida |
| Haakon I 1075 – 1079                     | c. 1040 filho de Stenkil e Ingamoder da Suécia      | Desconhecido                                 | 1079 39 anos |
| Ingo I 1079 – 1084 (1º reinado, abdicou) | Desconhecido filho de Stenkil e Ingamoder da Suécia | Helena 4 filhos                              | 1105         |
| Sueno 1084 – 1087 (deposto)              | Desconhecido pais desconhecidos                     | Blotstulka sem filhos                        | 1087         |
| Ingo I 1087 – 1105 (2º reinado)          | Desconhecido filho de Stenkil e Ingamoder da Suécia | Helena 4 filhos                              | 1105         |
| Filipe 1105 – 1118                       | Desconhecido filho de Halsten                       | Ingegerda da Noruega sem filhos              | 1118         |
| Ingo II 1110 – 1125                      | Desconhecido filho de Halsten                       | Ragnilda de Tälje sem filhos                 | 1125         |
| Ingo II 1110 – 1125                      | Desconhecido filho de Halsten                       | Uluilda, filha de Haquino c. 1120 sem filhos | 1125         |
| Ragualdo 1125 – 1126                     | Desconhecido pais desconhecidos                     | Desconhecido                                 | 1126         |

### Casa de Estridsen
| Nome                          | Nascimento                                                  | Casamento(s)                          | Morte                      |
| ----------------------------- | ----------------------------------------------------------- | ------------------------------------- | -------------------------- |
| Magno I 1126 – 1130 (deposto) | c. 1106 filho de Nicolau da Dinamarca e Margarida da Suécia | Ricarda da Polônia c. 1127 sem filhos | 3 de junho de 1134 28 anos |

### Casas de Suérquero e Érico
Legenda:
     Casa de Suérquero      Casa de Érico
| Nome                                      | Retrato                         | Nascimento                           | Casamento(s)                                | Morte                      |
| ----------------------------------------- | ------------------------------- | ------------------------------------ | ------------------------------------------- | -------------------------- |
| Suérquero I 1130 – 25 de dezembro de 1156 |                                 | Desconhecido filho de Cornube ou Kol | Uluilda, filha de Haquino 1134 4 filhos     | 25 de dezembro de 1156     |
| Suérquero I 1130 – 25 de dezembro de 1156 | Ricarda da Polônia 1148 1 filho | Desconhecido filho de Cornube ou Kol |                                             | 25 de dezembro de 1156     |
| Érico IX 1156 – 18 de maio de 1160        |                                 | c. 1120 Pais desconhecidos           | Cristina da Dinamarca c. 1149/1150 4 filhos | 18 de maio de 1160 40 anos |

### Casa de Estridsen (restaurada)
| Nome                 | Nascimento                                                 | Casamento(s)                  | Morte |
| -------------------- | ---------------------------------------------------------- | ----------------------------- | ----- |
| Magno II 1160 – 1161 | Desconhecido filho de Ingride da Suécia e Henrique, o Coxo | Brigite da Noruega sem filhos | 1161  |

### Casas de Suérquero e Érico
Legenda:
     Casa de Suérquero      Casa de Érico
| Nome                                                               | Retrato                          | Nascimento                                               | Casamento(s)                          | Morte                          |
| ------------------------------------------------------------------ | -------------------------------- | -------------------------------------------------------- | ------------------------------------- | ------------------------------ |
| Carlos VII 1161 – 12 de abril de 1167                              |                                  | c. 1130 filho de Suérquero I e Uluilda, filha de Haquino | Cristina Hvide 1164 1 filho           | 12 de abril de 1267 37 anos    |
| Canuto I 12 de abril de 1167 – 1195/1196                           |                                  | c. 1150 filho de Érico IX e Cristina da Dinamarca        | Cecília Johansdotter c. 1160 5 filhos | 1195/1196 45–46 anos           |
| Suérquero II 1196 – 31 de janeiro de 1208 (deposto)                |                                  | c. 1167 filho de Carlos VII e Cristina de Hvide          | Benedita c. 1190 4 filhos             | 17 de julho de 1210 43 anos    |
| Suérquero II 1196 – 31 de janeiro de 1208 (deposto)                | Ingegerda de Bjälbo 1200 1 filho | c. 1167 filho de Carlos VII e Cristina de Hvide          |                                       | 17 de julho de 1210 43 anos    |
| Érico X 31 de janeiro de 1208 – 10 de abril de 1216                |                                  | c. 1180 filho de Canuto I e Cecília Johansdotter         | Ricarda de Dinamarca c. 1210 5 filhos | 10 de abril de 1216 36 anos    |
| João I 1216 – 10 de março de 1222                                  |                                  | 1201 filho de Suérquero II e Ingegerda de Bjälbo         | Não se casou                          | 10 de março de 1222 21 anos    |
| Érico XI 1222 – 28 ou 29 de novembro de 1229 (deposto, 1º reinado) |                                  | 1216 filho de Érico X e Ricarda da Dinamarca             | Catarina de Ymseborg 1244 sem filhos  | 2 de fevereiro de 1250 44 anos |
| Canuto II 28 ou 29 de novembro de 1229 – 1234 (deposto)            |                                  | Desconhecido filho de Holmger                            | Helena Pedersdatter 1225 2 filhos     | 1234                           |
| Érico XI 1234 – 2 de fevereiro de 1250 (2º reinado)                |                                  | 1216 filho de Érico X e Ricarda da Dinamarca             | Catarina de Ymseborg 1244 sem filhos  | 2 de fevereiro de 1250 44 anos |

### Casa de Bjälbo
| Nome                                                                                       | Retrato | Nascimento                                                                       | Casamento                                           | Morte                          |
| ------------------------------------------------------------------------------------------ | ------- | -------------------------------------------------------------------------------- | --------------------------------------------------- | ------------------------------ |
| Valdemar 1250 – 22 de julho de 1275 (deposto)                                              |         | 1239 filho de Birger Jarl e Ingeborg Eriksdotter da Suécia                       | Sofia da Dinamarca 1260 6 filhos                    | 26 de dezembro de 1302 63 anos |
| Magno III 22 de julho de 1275 – 18 de dezembro de 1290                                     |         | 1240 filho de Birger Jarl e Ingeborg Eriksdotter da Suécia                       | Edviges de Holsácia 11 de novembro de 1276 5 filhos | 18 de dezembro de 1290 50 anos |
| Birger 18 de dezembro de 1290 – março/abril de 1318 (deposto)                              |         | 1280 filho de Magno III e Edviges de Holsácia                                    | Marta da Dinamarca 1293 4 filhos                    | 31 de maio de 1321 41 anos     |
| Interregnum (março/abril de 1318 – 8 de julho de 1319)                                     |         |                                                                                  |                                                     |                                |
| Magno IV 8 de julho de 1319 – 15 de fevereiro de 1364 (deposto)                            |         | abril ou maio de 1316 filho de Érico, Duque de Sudermânia e Ingeborga da Noruega | Branca de Namur 1335 2 filhos                       | 1 de dezembro de 1374 58 anos  |
| Érico XII 17 de outubro de 1356 – 20 de junho de 1359 (co-rei com Magno IV)                |         | 1339 filho de Magno IV e Branca de Namur                                         | Beatriz da Baviera 1356 sem filhos                  | 20 de junho de 1359 20 anos    |
| Haakon II 15 de fevereiro de 1362 – 15 de fevereiro de 1364 (co-rei com Magno IV; deposto) |         | 1340 filho de Magno IV e Branca de Namur                                         | Margarida 9 de abril de 1363 1 filho                | 11 de setembro de 1380 40 anos |

### Casa de Mecklemburgo
| Nome                                                                | Retrato                                                 | Nascimento                                                               | Casamentos                                         | Morte                      |
| ------------------------------------------------------------------- | ------------------------------------------------------- | ------------------------------------------------------------------------ | -------------------------------------------------- | -------------------------- |
| Alberto 15 de fevereiro de 1364 – 24 de fevereiro de 1389 (deposto) |                                                         | c. 1338 filho de Alberto II de Mecklemburgo-Schwerin e Eufêmia da Suécia | Ricarda de Schwerin 12 de outubro de 1352 2 filhos | 1 de março de 1412 74 anos |
| Alberto 15 de fevereiro de 1364 – 24 de fevereiro de 1389 (deposto) | Agnes de Brunsvique-Luneburgo fevereiro de 1396 1 filho | c. 1338 filho de Alberto II de Mecklemburgo-Schwerin e Eufêmia da Suécia |                                                    | 1 de março de 1412 74 anos |

### Casa de Estridsen
| Nome                                                      | Retrato | Nascimento                                                       | Casamento                            | Morte                         |
| --------------------------------------------------------- | ------- | ---------------------------------------------------------------- | ------------------------------------ | ----------------------------- |
| Margarida 24 de fevereiro de 1389 – 28 de outubro de 1412 |         | c. 1353 filha de Valdemar IV da Dinamarca e Edviges de Schleswig | Haakon II 9 de abril de 1363 1 filho | 28 de outubro de 1412 59 anos |

### Casa da Pomerânia
| Nome                                                                | Retrato | Nascimento                                                                               | Casamento                                             | Morte                        |
| ------------------------------------------------------------------- | ------- | ---------------------------------------------------------------------------------------- | ----------------------------------------------------- | ---------------------------- |
| Érico XIII 28 de outubro de 1412 – 24 de setembro de 1439 (deposto) |         | c. 1381/1382 filho de Venceslau VII, Duque da Pomerânia e Maria de Mecklemburgo-Schwerin | Filipa da Inglaterra 26 de outubro de 1406 sem filhos | 3 de maio de 1459 76–78 anos |
| Interregnum (24 de setembro de 1439 – 1441)                         |         |                                                                                          |                                                       |                              |

### Casa de Palatinado-Neumarkt
| Nome                                             | Retrato | Nascimento                                                                                | Casamento                                                  | Morte                        |
| ------------------------------------------------ | ------- | ----------------------------------------------------------------------------------------- | ---------------------------------------------------------- | ---------------------------- |
| Cristóvão 1441 – 5 de janeiro de 1448            |         | 26 de fevereivo de 1416 filho de João, Conde Palatino de Neumarkt e Catarina da Pomerânia | Doroteia de Brandemburgo 12 de setembro de 1445 sem filhos | 5 de janeiro de 1448 31 anos |
| Interregnum (5 de janeiro – 20 de junho de 1448) |         |                                                                                           |                                                            |                              |

### Casa de Bonde
| Nome                                                                | Retrato                                          | Nascimento                                                                  | Casamentos                   | Morte                      |
| ------------------------------------------------------------------- | ------------------------------------------------ | --------------------------------------------------------------------------- | ---------------------------- | -------------------------- |
| Carlos VIII 20 de junho de 1448 – 24 de fevereiro de 1457 (deposto) |                                                  | 5 de outubro de 1409 filho de Canuto Tordsson Bonde e Margarida Karlsdotter | Brigita Turesdotter 2 filhos | 14 de maio de 1470 60 anos |
| Carlos VIII 20 de junho de 1448 – 24 de fevereiro de 1457 (deposto) | Catarina de Bjurum 5 de outubro de 1438 4 filhas | 5 de outubro de 1409 filho de Canuto Tordsson Bonde e Margarida Karlsdotter |                              | 14 de maio de 1470 60 anos |
| Carlos VIII 20 de junho de 1448 – 24 de fevereiro de 1457 (deposto) | Cristina Abrahamsdotter 1470 2 filhos            | 5 de outubro de 1409 filho de Canuto Tordsson Bonde e Margarida Karlsdotter |                              | 14 de maio de 1470 60 anos |
| Interregnum (24 de fevereiro – 23 de junho de 1457)                 |                                                  |                                                                             |                              |                            |

### Casa de Oldemburgo
| Nome                                                            | Retrato | Nascimento                                                                          | Casamento                                               | Morte                      |
| --------------------------------------------------------------- | ------- | ----------------------------------------------------------------------------------- | ------------------------------------------------------- | -------------------------- |
| Cristiano I 23 de junho de 1457 – 23 de junho de 1464 (deposto) |         | fevereiro de 1426 filho de Teodorico, Conde de Oldemburgo e Edviges de Schauemburgo | Doroteia de Brandemburgo 28 de outubro de 1449 5 filhos | 21 de maio de 1481 55 anos |
| Interregnum (23 de junho – 9 de agosto de 1464)                 |         |                                                                                     |                                                         |                            |

### Casa de Bonde (restaurada)
| Nome                                                              | Retrato                                          | Nascimento                                                                  | Casamentos                   | Morte                      |
| ----------------------------------------------------------------- | ------------------------------------------------ | --------------------------------------------------------------------------- | ---------------------------- | -------------------------- |
| Carlos VIII 9 de agosto de 1464 – 30 de janeiro de 1465 (deposto) |                                                  | 5 de outubro de 1409 filho de Canuto Tordsson Bonde e Margarida Karlsdotter | Brigita Turesdotter 2 filhos | 14 de maio de 1470 60 anos |
| Carlos VIII 9 de agosto de 1464 – 30 de janeiro de 1465 (deposto) | Catarina de Bjurum 5 de outubro de 1438 4 filhas | 5 de outubro de 1409 filho de Canuto Tordsson Bonde e Margarida Karlsdotter |                              | 14 de maio de 1470 60 anos |
| Carlos VIII 9 de agosto de 1464 – 30 de janeiro de 1465 (deposto) | Cristina Abrahamsdotter 1470 2 filhos            | 5 de outubro de 1409 filho de Canuto Tordsson Bonde e Margarida Karlsdotter |                              | 14 de maio de 1470 60 anos |
| Interregnum (30 de janeiro de 1465 – 12 de novembro de 1467)      |                                                  |                                                                             |                              |                            |
| Carlos VIII 12 de novembro de 1467 – 14 de maio de 1470           |                                                  | 5 de outubro de 1409 filho de Canuto Tordsson Bonde e Margarida Karlsdotter | Brigita Turesdotter 2 filhos | 14 de maio de 1470 60 anos |
| Carlos VIII 12 de novembro de 1467 – 14 de maio de 1470           | Catarina de Bjurum 5 de outubro de 1438 4 filhas | 5 de outubro de 1409 filho de Canuto Tordsson Bonde e Margarida Karlsdotter |                              | 14 de maio de 1470 60 anos |
| Carlos VIII 12 de novembro de 1467 – 14 de maio de 1470           | Cristina Abrahamsdotter 1470 2 filhos            | 5 de outubro de 1409 filho de Canuto Tordsson Bonde e Margarida Karlsdotter |                              | 14 de maio de 1470 60 anos |
| Interregnum (14 de maio de 1470 – 6 de outubro de 1497)           |                                                  |                                                                             |                              |                            |

### Casa de Oldemburgo (restaurada)
| Nome                                                                | Retrato | Nascimento                                                             | Casamento                                          | Morte                           |
| ------------------------------------------------------------------- | ------- | ---------------------------------------------------------------------- | -------------------------------------------------- | ------------------------------- |
| João II 6 de outubro de 1497 – agosto de 1501 (deposto)             |         | 2 de fevereiro de 1455 filho de Cristiano I e Doroteia de Brandemburgo | Cristina da Saxônia 6 de setembro de 1478 5 filhos | 20 de fevereiro de 1513 58 anos |
| Interregnum (agosto de 1501 – 3 de fevereiro de 1520)               |         |                                                                        |                                                    |                                 |
| Cristiano II 1 de novembro de 1520 – 23 de agosto de 1521 (deposto) |         | 1 de julho de 1481 filho de João II e Cristina da Saxônia              | Isabel da Áustria 12 de agosto de 1515 6 filhos    | 25 de janeiro de 1559 77 anos   |
| Interregnum (23 de agosto de 1521 – 6 de junho de 1523)             |         |                                                                        |                                                    |                                 |

### Casa de Vasa
| Nome                                                                | Retrato                                                  | Nascimento                                                                      | Casamento(s)                                                | Morte                           |
| ------------------------------------------------------------------- | -------------------------------------------------------- | ------------------------------------------------------------------------------- | ----------------------------------------------------------- | ------------------------------- |
| Gustavo I 6 de junho de 1523 – 29 de setembro de 1560               |                                                          | 12 de maio de 1496 filho de Érico Johansson Vasa e Cecília Månsdotter           | Catarina de Saxe-Lauemburgo 24 de setembro de 1531 1 filho  | 29 de setembro de 1560 64 anos  |
| Gustavo I 6 de junho de 1523 – 29 de setembro de 1560               | Margarida Leijonhufvud 1536 8 filhos                     | 12 de maio de 1496 filho de Érico Johansson Vasa e Cecília Månsdotter           |                                                             | 29 de setembro de 1560 64 anos  |
| Gustavo I 6 de junho de 1523 – 29 de setembro de 1560               | Catarina Stenbock 22 de agosto de 1552 sem filhos        | 12 de maio de 1496 filho de Érico Johansson Vasa e Cecília Månsdotter           |                                                             | 29 de setembro de 1560 64 anos  |
| Érico XIV 29 de setembro de 1560 – 29 de setembro de 1568 (deposto) |                                                          | 13 de dezembro de 1533 filho de Gustavo I e Catarina de Saxe-Lauemburgo         | Catarina Månsdotter 13 de julho de 1567 sem filhos          | 26 de fevereiro de 1577 43 anos |
| João III 29 de setembro de 1568 – 17 de novembro de 1592            |                                                          | 20 de dezembro de 1537 filho de Gustavo I e Margarida Leijonhufvud              | Catarina Jagelão 4 de outubro de 1562 2 filhos              | 17 de novembro de 1592 54 anos  |
| João III 29 de setembro de 1568 – 17 de novembro de 1592            | Gunila Bielke 21 de fevereiro de 1585 1 filho            | 20 de dezembro de 1537 filho de Gustavo I e Margarida Leijonhufvud              |                                                             | 17 de novembro de 1592 54 anos  |
| Sigismundo 17 de novembro de 1592 – 24 de julho de 1599 (deposto)   |                                                          | 20 de junho de 1566 filho de João III e Catarina Jagelão                        | Ana da Áustria 31 de maio de 1592 1 filho                   | 30 de abril de 1632 65 anos     |
| Sigismundo 17 de novembro de 1592 – 24 de julho de 1599 (deposto)   | Constança da Áustria 11 de dezembro de 1605 4 filhos     | 20 de junho de 1566 filho de João III e Catarina Jagelão                        |                                                             | 30 de abril de 1632 65 anos     |
| Interregnum (24 de julho de 1599 – 22 de março de 1604)             |                                                          |                                                                                 |                                                             |                                 |
| Carlos IX 22 de março de 1604 – 30 de outubro de 1611               |                                                          | 4 de outubro de 1550 filho de Gustavo I e Margarida Leijonhufvud                | Maria do Palatinado-Simmern 11 de maio de 1579 sem filhos   | 30 de outubro de 1611 61 anos   |
| Carlos IX 22 de março de 1604 – 30 de outubro de 1611               | Cristina de Holstein-Gottorp 8 de julho de 1592 3 filhos | 4 de outubro de 1550 filho de Gustavo I e Margarida Leijonhufvud                |                                                             | 30 de outubro de 1611 61 anos   |
| Gustavo II Adolfo 30 de outubro de 1611 – 6 de novembro de 1632     |                                                          | 9 de dezembro de 1594 filho de Carlos IX e Cristina de Holstein-Gottorp         | Maria Leonor de Brandemburgo 25 de novembro de 1620 1 filha | 6 de novembro de 1632 37 anos   |
| Cristina 6 de novembro de 1632 – 6 de junho de 1654 (abdicou)       |                                                          | 8 de dezembro de 1626 filha de Gustavo II Adolfo e Maria Leonor de Brandemburgo | não se casou                                                | 19 de abril de 1689 62 anos     |

### Casa de Palatinado-Zweibrücken
| Nome                                                                    | Retrato | Nascimento                                                                                                | Casamento                                                        | Morte                           |
| ----------------------------------------------------------------------- | ------- | --- | ---------------------------------------------------------------- | ------------------------------- |
| Carlos X Gustavo 6 de junho de 1654 – 13 de fevereiro de 1660           |         | 8 de novembro de 1622 filho de João Casimiro, Conde Palatino de Zweibrücken-Kleeburg e Catarina da Suécia | Edviges Leonor de Holstein-Gottorp 24 de outubro de 1654 1 filho | 13 de fevereiro de 1660 37 anos |
| Carlos XI 13 de fevereiro de 1660 – 5 de abril de 1697                  |         | 24 de novembro de 1655 filho de Carlos X Gustavo e Edviges Leonor de Holstein-Gottorp                     | Ulrica Leonor da Dinamarca 26 de setembro de 1679 3 filhos       | 5 de abril de 1697 41 anos      |
| Carlos XII 5 de abril de 1697 – 30 de novembro de 1718                  |         | 17 de junho de 1682 filho de Carlos XI e Ulrica Leonor da Dinamarca                                       | não se casou                                                     | 30 de novembro de 1718 36 anos  |
| Ulrica Leonor 5 de dezembro de 1718 – 29 de fevereiro de 1720 (abdicou) |         | 23 de janeiro de 1688 filha de Carlos XI e Ulrica Leonor da Dinamarca                                     | Frederico I 1715 sem filhos                                      | 24 de novembro de 1741 53 anos  |

### Casa de Hesse-Cassel
| Nome                                                  | Retrato                       | Nascimento                                                                               | Casamentos                                              | Morte                       |
| ----------------------------------------------------- | ----------------------------- | ---------------------------------------------------------------------------------------- | ------------------------------------------------------- | --------------------------- |
| Frederico I 24 de março de 1720 – 25 de março de 1751 |                               | 23 de abril de 1676 filho de Carlos I, Conde de Hesse-Cassel e Maria Amália da Curlândia | Luísa Doroteia da Prússia 31 de maio de 1700 sem filhos | 25 de março de 1751 74 anos |
| Frederico I 24 de março de 1720 – 25 de março de 1751 | Ulrica Leonor 1715 sem filhos | 23 de abril de 1676 filho de Carlos I, Conde de Hesse-Cassel e Maria Amália da Curlândia |                                                         | 25 de março de 1751 74 anos |

### Casa de Holstein-Gottorp
| Nome                                                                 | Retrato | Nascimento                                                                                               | Casamento                                                | Morte                           |
| -------------------------------------------------------------------- | ------- | --- | -------------------------------------------------------- | ------------------------------- |
| Adolfo Frederico 25 de março de 1751 – 12 de fevereiro de 1771       |         | 14 de maio de 1710 filho de Cristiano Augusto de Holstein-Gottorp e Albertina Frederica de Baden-Durlach | Luísa Ulrica da Prússia 29 de agosto de 1744 4 filhos    | 12 de fevereiro de 1771 60 anos |
| Gustavo III 12 de fevereiro de 1771 – 29 de março de 1792            |         | 24 de janeiro de 1746 filho de Adolfo Frederico e Luísa Ulrica da Prússia                                | Sofia Madalena da Dinamarca 1 de outubro de 1766 1 filho | 29 de março de 1792 46 anos     |
| Gustavo IV Adolfo 29 de março de 1792 – 10 de maio de 1809 (abdicou) |         | 1 de novembro de 1778 filho de Gustavo III e Sofia Madalena da Dinamarca                                 | Frederica de Baden 31 de outubro de 1797 4 filhos        | 7 de fevereiro de 1837 58 anos  |
| Carlos XIII 6 de junho de 1809 – 5 de fevereiro de 1818              |         | 7 de outubro de 1748 filho de Adolfo Frederico e Luísa Ulrica da Prússia                                 | Edviges de Holstein-Gottorp 7 de julho de 1774 2 filhos  | 5 de fevereiro de 1818 69 anos  |

### Casa de Bernadotte
| Nome                                                             | Retrato                                            | Nascimento                                                                                           | Consorte                                              | Morte                          | Ref   |
| ---------------------------------------------------------------- | -------------------------------------------------- | --- | ----------------------------------------------------- | ------------------------------ | ----- |
| Carlos XIV João 5 de fevereiro de 1818 – 8 de março de 1844      |                                                    | 26 de fevereiro de 1763 filho de Henri Bernadotte e Jeanne de St. Vincent                            | Desidéria Clary 17 de agosto de 1798 1 filho          | 8 de março de 1844 81 anos     | [ 1 ] |
| Óscar I 8 de março de 1844 – 8 de julho de 1859                  |                                                    | 4 de julho de 1799 filho de Carlos XIV João e Desidéria Clary                                        | Josefina de Leuchtenberg 19 de junho de 1823 5 filhos | 8 de julho de 1859 60 anos     | [ 1 ] |
| Carlos XV 8 de julho de 1859 – 18 de setembro de 1872            |                                                    | 3 de maio de 1826 filho de Óscar I e Josefina de Leuchtenberg                                        | Luísa dos Países Baixos 6 de junho de 1857 2 filhos   | 18 de setembro de 1872 46 anos | [ 1 ] |
| Óscar II 18 de setembro de 1872 – 8 de dezembro de 1907          |                                                    | 21 de janeiro de 1829 filho de Óscar I e Josefina de Leuchtenberg                                    | Sofia de Nassau 6 de junho de 1857 5 filhos           | 8 de dezembro de 1907 78 anos  | [ 1 ] |
| Gustavo V 8 de dezembro de 1907 – 29 de outubro de 1950          |                                                    | 16 de junho de 1858 filho de Óscar II e Sofia de Nassau                                              | Vitória de Baden 20 de setembro de 1881 3 filhos      | 29 de outubro de 1950 92 anos  | [ 1 ] |
| Gustavo VI Adolfo 29 de outubro de 1950 – 15 de setembro de 1973 |                                                    | 11 de novembro de 1882 filho de Gustavo V e Vitória de Baden                                         | Margarida de Connaught 15 de junho de 1905 5 filhos   | 15 de setembro de 1973 90 anos | [ 1 ] |
| Gustavo VI Adolfo 29 de outubro de 1950 – 15 de setembro de 1973 | Luísa Mountbatten 3 de novembro de 1923 sem filhos | 11 de novembro de 1882 filho de Gustavo V e Vitória de Baden                                         |                                                       | 15 de setembro de 1973 90 anos | [ 1 ] |
| Carlos XVI Gustavo 15 de setembro de 1973 – presente             |                                                    | 30 de abril de 1946 filho de Gustavo Adolfo, Duque da Bótnia Ocidental e Sibila de Saxe-Coburgo-Gota | Sílvia Sommerlath 19 de junho de 1976 3 filhos        |                                | [ 1 ] |

## Árvore Genealógica
- Carlos XIV João (1763-1844)
  -  Óscar I (1799-1859)
    -  Carlos XV (1826-1872)
    -  Óscar II (1829-1907)
      -  Gustavo V (1858-1950)
        -  Gustavo VI Adolfo (1882-1973)
          - Gustavo Adolfo, Duque da Bótnia Ocidental (1906-1947)
            -  Carlos XVI Gustavo (n. 1946)
              - Vitória, Princesa Herdeira da Suécia (n. 1977)
                - Estelle, Duquesa da Gotalândia Oriental (n. 2012)